# Wycombe Wanderers FC
Wycombe Wanderers FC is een Engelse voetbalclub uit High Wycombe, Buckinghamshire.

## Geschiedenis
De club werd opgericht in 1887 door een groep meubelmakers. In 1895 nam de club het stadion Loakes Park in gebruik en een jaar later sloten ze zich aan bij de Southern League maar daar hadden ze weinig succes omdat er veel profclubs waren. In 1908 verhuisde Wycombe naar de Suburban League en na de Eerste Wereldoorlog naar de Spartan League. Na hier kampioen geworden te zijn voegde de club zich bij de Isthmian League in 1921. Hoewel de club in 1931 de FA Amateur Cup won zou het tot 1956 duren vooraleer de eerste van acht Isthmian League titels gewonnen werd.
In 1985 promoveerde de club naar de Football Conference en degradeerde na één seizoen, maar kon ook weer na één seizoen terugkeren. Vijf jaar later werd het Loaks Park stadion omgeruild voor het huidige Adams Park en werd Martin O'Neill trainer-coach. Met hem zou de club twee keer de FA Trophy winnen en uiteindelijk promoveren naar de Football League.
De intrede in de Football League was een groot succes en Wycombe promoveerde meteen door naar de Second Division. Daar werd promotie naar de tweede klasse net gemist en in 1995 verliet O'Neill de club. De volgende seizoenen werd de club een middenmoter, maar kon wel standhouden in de derde klasse. In het seizoen 2000/01 haalde de club de halve finale van de FA Cup waar uiteindelijk Liverpool FC te sterk was. In 2004 degradeerde de club na tien seizoenen uit de derde klasse.
Het eerste seizoen in de nieuwe League Two was middelmatig met de tiende plaats in de eindrangschikking, maar in 2005/06 liep het vlotjes en de eerste 21 wedstrijden van de competitie bleef de club ongeslagen. Tijdens de tweede helft van het seizoen kreeg de club met tegenslagen te kampen. Op 14 januari 2006, toen de club speelde tegen Notts County, overleed speler Mark Philo, de 21-jarige middenvelder die de dag ervoor een zwaar auto-ongeluk had gehad.
Hierna verloor de club zes keer op rij en maakte zo geen kans meer op automatische promotie en werd zesde, in de play-offs was Cheltenham Town te sterk. In 2009 promoveerde de club na een derde plaats. In 2010 degradeerde de club alweer terug naar de League Two. In het seizoen 2010/11 eindigde Wycombe Wanderers op de derde plaats, waardoor het weer promoveerde naar de League One , waar het na één seizoen direct weer degradeerde. In het seizoen 2013/14 ontsnapte Wycombe ternauwernood aan degradatie naar de Football Conference door een iets beter doelsaldo (+3) dan Bristol Rovers. Na het spelen van de promotie play-offs na het seizoen 2017/18 promoveerde Wycombe Wanderers weer terug naar de League One.
Op 13 juli 2020 won Wycombe de promotiefinale naar de Championship in het Wembley Stadium tegen Oxford United FC met 2-1. Het was de eerste keer in de 133-jaar clubgeschiedenis van Wycombe Wanderers dat de club promoveerde naar de tweede klasse. Het verblijf in deze divisie bleef beperkt tot een seizoen.

## Leagues
- 1896-97 – Sloot zich aan bij Southern League Division Two
- 1908-09 – Sloot zich aan bij de Great Western Suburban League
- 1919-20 - Sloot zich aan bij Spartan League
- 1921-22 - Sloot zich aan bij Isthmian League na twee opeenvolgende Spartan League-titels
- 1930-31 - FA Amateur Cup-winnaar
- 1953-54 – Werd net geen vicekampioen door slechter doelsaldo
- 1955-56 - Isthmian League-kampioen
- 1956-57 - Isthmian League-kampioen; FA Amateur Cup-runner-up
- 1957-58 - Isthmian League-runner-up
- 1959-60 - Isthmian League-runner-up
- 1969-70 - Isthmian League-runner-up
- 1970-71 - Isthmian League-kampioen
- 1971-72 - Isthmian League-kampioen
- 1973-74 - Isthmian League-kampioen
- 1974-75 - Isthmian League-kampioen (op basis van doelsaldo)
- 1975-76 - Isthmian League-runner-up
- 1976-77 - Isthmian League-runner-up
- 1981-82 - Halvefinalist FA Trophy
- 1982-83 - Isthmian League-kampioen
- 1985-86 – Promoveerde naar Alliance Premier League, degradeerde na één seizoen
- 1986-87 - Isthmian League-kampioen (achtste keer)
- 1987-88 – Terug naar Conference (ex-Alliance Premier League)
- 1990-91 - FA Trophy-winnaar
- 1991-92 - Conference-runner-up (miste titel en promotie naar Football League op basis van doelsaldo)
- 1992-93 - Conference-kampioen, FA Trophy-winnaar, promotie naar Football League Third Division
- 1993-94 - Promotie Second Division na play-offs (finale - Wycombe Wanderers 4, Preston North End 2 in Wembley)
- 2000-01 - Halvefinalist FA Cup
- 2003-04 – Degradeerde naar Third Division, die nu "League Two" werd
- 2008-09 - Promotie naar League One
- 2009-10 - Degradatie naar League Two
- 2010-11 - Promotie naar League One
- 2019-20 - Promotie naar Championship
- 2021-22 - Degradatie naar League One

## Erelijst
- FA Trophy

1991, 1993

## Eindklasseringen vanaf 1987/88
- 1988 18e
Football Conference
- 1989 4e
Football Conference
- 1990 10e
Football Conference
- 1991 5e
Football Conference
- 1992 2e
Football Conference
- 1993 1e
Football Conference
- 1994 4e
Third Division
- 1995 6e
Second Division
- 1996 12e
Second Division
- 1997 18e
Second Division
- 1998 14e
Second Division
- 1999 19e
Second Division
- 2000 12e
Second Division
- 2001 13e
Second Division
- 2002 11e
Second Division
- 2003 18e
Second Division
- 2004 24e
Second Division
- 2005 10e
League Two
- 2006 6e
League Two
- 2007 12e
League Two
- 2008 7e
League Two
- 2009 3e
League Two
- 2010 22e
League One
- 2011 3e
League Two
- 2012 21e
League One
- 2013 15e
League Two
- 2014 22e
League Two
- 2015 4e
League Two
- 2016 13e
League Two
- 2017 9e
League Two
- 2018 3e
League Two
- 2019 17e
League One
- 2020 3e
League One
- 2021 22e
Championship
- 2022 6e
League One
- 2023 9e
League One
- 2024 10e
League One
- 2025 5e
League One

- Second Division
- Third Division
- Championship
- League One
- League Two
- National League

ⓘ In 1992 invoering van de Premier League en opheffing van de Fourth Division; in 2004 opheffing van de First, Second en Third Division.

## Bekende (oud-)spelers
- Adebayo Akinfenwa
- Sieb Dijkstra
- Gary Doherty
- Jordon Ibe
- Nigel Lonwijk
- Russell Martin
- Franck Moussa
- Yves Makabu-Makalambay
- Cyrille Regis
- Guus Uhlenbeek
- Ray Wilkins
- Mike Williamson